# Bagnanti (Cézanne 1899)
Bagnanti è un dipinto a olio su tela (22x33 cm) realizzato tra il 1899 ed il 1900  dal pittore francese Paul Cézanne.
È conservato nel Musée d'Orsay di Parigi.